# Élections législatives costariciennes de 2022
Les élections législatives costariciennes de 2022 se déroulent le 6 février 2022 afin de renouveler les 57 membres de l'assemblée législative du  Costa Rica. Le premier tour d'une élection présidentielle a lieu le même jour.

## Contexte
Lors des élections législatives de février 2018, le Parti de la Libération nationale conserve la première place malgré un léger recul, tandis que le Parti restauration nationale effectue une forte percée en passant d'un seul siège à quatorze, porté par son candidat à la présidentielle Fabricio Alvarado qui se qualifie pour le second tour face à Carlos Alvarado du Parti d'action citoyenne (PAC), qui obtient la troisième place aux législatives. Le PAC devient finalement le parti présidentiel avec la large victoire de Carlos Alvarado au second tour.

## Système électoral
L'assemblée législative est le parlement monocaméral du Costa Rica. Elle est composée de 57 députés élus pour quatre ans au scrutin proportionnel plurinominal à listes bloquées, répartis selon la méthode de Hare. Le scrutin a lieu dans 7 circonscriptions plurinominales de 4 à 19 sièges correspondants aux provinces du pays.

## Résultats

### National
|                           |                                          |           |       |       |        |               |  |  |  |
| Partis                    | Partis                                   | Voix      | %     | +/-   | Sièges | +/-           |  |  |  |
|                           | Parti de la libération nationale (PLN)   | 515 362   | 24,82 | 5,33  | 19     | 2             |  |  |  |
|                           | Parti progrès social démocratique (PPSD) | 312 195   | 15,04 | Nv.   | 10     | 10            |  |  |  |
|                           | Parti unité sociale-chrétienne (PUSC)    | 236 969   | 11,41 | 3,22  | 9      | en stagnation |  |  |  |
|                           | Parti nouvelle république (PNR)          | 209 096   | 10,07 | Nv.   | 7      | 7             |  |  |  |
|                           | Parti libéral progressiste (PLP)         | 188 125   | 9,06  | 8,47  | 6      | 6             |  |  |  |
|                           | Front large (FA)                         | 173 006   | 8,33  | 4,38  | 6      | 5             |  |  |  |
|                           | Parti d'action citoyenne (PAC)           | 44 632    | 2,15  | 14,11 | 0      | 10            |  |  |  |
|                           | Parti Restauration nationale (PRN)       | 42 497    | 2,05  | 16,10 | 0      | 14            |  |  |  |
|                           | Génération nouvelle (PNG)                | 37 147    | 1,79  | 0,36  | 0      | en stagnation |  |  |  |
|                           | Accessibilité sans exclusion (PASE)      | 31 346    | 1,51  | 0,75  | 0      | en stagnation |  |  |  |
|                           | Parti républicain social chrétien (PRSC) | 31 232    | 1,50  | 2,71  | 0      | 2             |  |  |  |
|                           | Costa Rica juste (CRJ)                   | 25 349    | 1,12  | Nv.   | 0      | en stagnation |  |  |  |
|                           | Union libérale (UL)                      | 24 651    | 1,19  | Nv.   | 0      | en stagnation |  |  |  |
|                           | Parti Force Nationale (PFN)              | 24 525    | 1,18  | Nv.   | 0      | en stagnation |  |  |  |
|                           | Parti de l'intégration nationale (PIN)   | 22 712    | 1,09  | 6,58  | 0      | 4             |  |  |  |
|                           | Unis, nous pouvons (UP)                  | 21 102    | 1,02  | Nv.   | 0      | en stagnation |  |  |  |
|                           | Autres partis (moins de 0,95%)           | 136 336   | 6,57  | –     | 0      | en stagnation |  |  |  |
|                           |                                          |           |       |       |        |               |  |  |  |
| Suffrages exprimés        | Suffrages exprimés                       | 2 076 282 | 98,03 |       |        |               |  |  |  |
| Votes blancs et invalides | Votes blancs et invalides                | 41 631    | 1,97  |       |        |               |  |  |  |
| Total                     | Total                                    | 2 117 913 | 100   | –     | 57     | en stagnation |  |  |  |
| Abstentions               | Abstentions                              | 1 374 160 | 39,35 |       |        |               |  |  |  |
| Inscrits / participation  | Inscrits / participation                 | 3 492 073 | 60,65 |       |        |               |  |  |  |